# Herb powiatu olkuskiego
Herb powiatu olkuskiego – jeden z symboli powiatu olkuskiego, autorstwa Wojciecha Drelicharza, Zenona Piecha oraz Barbary Widłak, ustanowiony 18 lipca 2000.

## Wygląd i symbolika
Herb przedstawia na tarczy w polu czerwonym trzy ukoronowane srebrne Orły ze złotymi przepaskami zakończonymi trójliściem przez skrzydła, o takichże dziobach i szponach, w układzie 2 i 1.